# Lothar Hopf
Lothar Hopf ist ein ehemaliger deutscher Nordischer Kombinierer.

## Werdegang
Hopf, der für den SC Motor Zella-Mehlis startete, gab sein internationales Debüt bei den Nordischen Junioren-Skiweltmeisterschaften 1980 in Örnsköldsvik, wo er die Bronzemedaille im Einzelwettbewerb gewann. Am 17. Dezember 1983 gab er sein Debüt im Weltcup der Nordischen Kombination. In Seefeld in Tirol landete er als 13. auf Anhieb in den Punkterängen. Da er beim folgenden Weltcup in Oberwiesenthal als 27. ohne Punkterfolg blieb, waren es seine einzigen beiden Weltcup-Einsätze der Saison, die er auf Rang 32 der Gesamtwertung beendete. Auch in der folgenden Saison 1984/85 erreichte er nach nur einem Einsatz in Oberwiesenthal, bei dem er auf dem neunten Rang landete, den 32. Platz der Gesamtwertung.
Bei den DDR-Skimeisterschaften 1988 in Oberhof gewann er gemeinsam mit Michael Pfötsch und Jörg Beetz die Bronzemedaille im Teamwettbewerb.

## Erfolge

### Weltcup-Platzierungen
| Saison  | Platz | Punkte |
| ------- | ----- | ------ |
| 1983/84 | 32.   | 03     |
| 1984/85 | 32.   | 07     |

### Weltcup-Statistik
Die Tabelle zeigt die erreichten Platzierungen im Einzelnen.
- Platz 1.–3.: Anzahl der Podiumsplatzierungen
- Top 10: Anzahl der Platzierungen unter den ersten zehn
- Punkteränge: Anzahl der Platzierungen innerhalb der Punkteränge
- Starts: Anzahl gelaufener Rennen in der jeweiligen Disziplin

| Platzierung         | Einzel a | Sprint | Massenstart | Team   | Team    | Gesamt |
| Platzierung         | Einzel a | Sprint | Massenstart | Sprint | Staffel | Gesamt |
| ------------------- | -------- | ------ | ----------- | ------ | ------- | ------ |
| 1. Platz            |          |        |             |        |         |        |
| 2. Platz            |          |        |             |        |         |        |
| 3. Platz            |          |        |             |        |         |        |
| Top 10              | 1        |        |             |        |         | 1      |
| Punkteränge         | 2        |        |             |        |         | 2      |
| Starts              | 3        |        |             |        |         | 3      |
| Stand: Karriereende |          |        |             |        |         |        |